# Georgina Sabat de Rivers
Georgina Sabat Mercadé, también conocida como Sabat Guernica, Sabat de Rivers o Sabat-Rivers (Santiago de Cuba, 20 de junio de 1924 - Miami, 7 de mayo de 2008) fue una hispanista cubana nacionalizada estadounidense especializada en literatura del siglo XVIII, del siglo XIX y literatura hispanoamericana.

## Biografía
Nació en Santiago de Cuba en el seno de una familia catalana que había emigrado a Cuba. Pasó sus primeros años entre Cuba y España. Realizó los estudios primarios en Barcelona y los estudios secundarios en Santiago de Cuba graduándose en Francés en la Sorbona y en la Universidad de Oriente en 1955.  En 1961 se trasladó junto a sus hijos a Estados Unidos tras la Revolución Cubana. Asentada en el área de Washington D. C. conoció al hispanista Elías L. Rivers con quien se casó en 1969 el mismo año en el que obtuvo una maestría y un doctorado en Lenguas Romances (Francés y Español) en la Universidad Johns Hopkins de Baltimore.
Georgina Sabat fue alumna de Dorothy Schons quien en los años 20 había recuperado en Estados Unidos la historia de sor Juana Inés de la Cruz y realizó la tesis sobre  "Primero sueño'"  uno de sus poemas. 
Se incorporó a la Universidad Georgetown Visitation y a la Universidad Western Maryland como profesora de francés siendo jefa del Departamento de Lenguas Modernas en esta última institución de 1974 a 1978. Fue profesora de literatura hispanoamericana colonial y poesía barroca hispanoamericana en el Departamento de Lenguas hispánicas y literatura de la Universidad estatal Suny at Stony Brook de Nueva York desde 1978 hasta su jubilación. 
Murió el 7 de mayo de 2008. Un año antes había sufrido una hemorragia cerebral que le dejó sin habla.

## Obra
Investigó especialmente la obra de sor Juana Inés de la Cruz, de quien editó varios textos, en especial su poesía (Inundación castálida, Madrid: Castalia, 1982). Colaboró asiduamente con el Instituto Internacional de Literatura Iberoamericana y fue miembro de la mesa directiva y el comité editorial de la Revista Iberoamericana.
Su primer libro fue El "Sueño" de sor Juana Inés de la Cruz: Tradiciones literarias y originalidad (1976) y siguió Estudios de literatura hispanoamericana: Sor Juana Inés de la Cruz y otros poetas barrocos de la colonia (1992) entre otros muchos títulos, ediciones y artículos publicados en revistas especializadas y congresos. 

## Vida personal
Tuvo tres hijos, Armando, Antonio, Rodolfo, y Mimi Guernica en Cuba. En 1969 se casó con el también hispanista Elías L. Rivers.

## Publicaciones
- Sor Juana y su "Sueño": antecedentes científicos en la poesía del Siglo de Oro. Cuadernos Hispanoamericanos. Número 310. Abril 1976
- Biografías: Sor Juana vista por Dorothy Schons y Octavio Paz. State Univerity of New York, Stony Brook.